# Sesto ed Uniti
Sesto ed Uniti – miejscowość i gmina we Włoszech, w regionie Lombardia, w prowincji Cremona.
Według danych na rok 2004 gminę zamieszkiwało 2806 osób, 107,9 os./km².